# Glenda Umaña
Glenda Cecilia Umaña Hidalgo (San José, 22 de noviembre de 1961) es una periodista y presentadora de televisión costarricense, destacada a nivel latinoamericano como titular de diversos noticieros en CNN en Español hasta noviembre de 2014.

## Carrera periodística
Se graduó en Comunicación Colectiva con énfasis en Periodismo por la Universidad de Costa Rica, y posteriormente obtuvo una maestría en Comunicación en la Florida International University en Miami.
Glenda Umaña inició su carrera en 1985 el Canal 17 de San José, trabajando en el primer noticiero en inglés de Costa Rica. Después en 1986 trabajó en el Canal 6, de Costa Rica y en 1988 se incorporó al Canal 7, donde fue reportera y presentadora durante ocho años en el noticiero con mayor nivel de audiencia del país.
Es invitada con regularidad a eventos como expositora, presentadora y moderadora, tanto en su país (Costa Rica), como en el resto de Latinoamérica.

### CNN en Español
Antes de incorporarse a CNN en Español, Glenda Umaña trabajó como corresponsal de CBS Telenoticias.
Desde el lanzamiento de CNN en Español, en 1997, se desempeñó como reportera, presentadora y conductora de diversos espacios, donde pudo mostrar diferentes facetas periodísticas y profesionales. Fue parte del equipo de 5 periodistas que inauguraron la cadena de noticias el 17 de marzo de ese año, además de Daniel Viotto, Patricia Janiot, Jorge Gestoso y Susana Roza.
Algunos de los programas donde Glenda Umaña fue titular durante su trayectoria en CNN en Español son: Consulta Médica, Mirador Mundial, Nuestro Mundo, Notimujer, Actualidad en Vivo, Café CNN, entre otros. Además de especiales, reemplazos y coberturas en vivo desde diferentes zonas del mundo.
Desde agosto de 2013 y 2014 se convierte titular del programa Café CNN junto a Lucía Navarro y Alejandra Oraa.
en CNN en Español en noviembre de 2014, debido a que fue parte de los despidos de la cadena de noticias producto de una "reestructuración" de la empresa.

### Coberturas
Cubrió el arresto de Saddam Hussein y los desarrollos de la Guerra en Irak, el terremoto de Costa Rica de 2009, los ataques a las Torres Gemelas el 11 de septiembre de 2001, el juicio político al entonces presidente de Estados Unidos, Bill Clinton, y las elecciones presidenciales de varios países de Latinoamérica. Además ha participado desde Atlanta en la conducción de coberturas en vivo de noticias de relevancia internacional, como las visitas del papa Juan Pablo II a Latinoamérica, el fallecimiento de ese papa, la crisis política en Bolivia y en Ecuador, la tragedia del maremoto en Tailandia, los atentados con bomba en Londres, el rescate de los rehenes de las FARC en Colombia, la boda real en Mónaco, la crisis en Egipto y el terremoto en Japón.
Además fue enviada especial de la cadena a Haití para cubrir desde allí las consecuencias del terremoto de enero de 2010 y la boda real entre Guillermo de Cambridge y Catherine Middleton (en Londres). Ha entrevistado a importantes líderes latinoamericanos, entre ellos Hugo Chávez (expresidente de Venezuela), Óscar Arias Sánchez (expresidente de Costa Rica), Laura Chinchilla Miranda (expresidenta de Costa Rica), y Vicente Fox (expresidente de México). Tuvo a su cargo la conducción de los foros presidenciales de Chile y de Guatemala.

## Logros y premios
Umaña ha recibido diversos honores por su labores de teledifusión, incluso un galardón al mejor reportaje de televisión de la Asociación de Periodistas Centroamericanos. Fue seleccionada como mariscal del festival más importante en Costa Rica, el Festival de La Luz que se celebra anualmente en San José. En 2012 el Colegio de Periodistas de Costa Rica le dio la Medalla de la Comunicación Dr. José María Castro Madriz.

## Vida personal
Es hija de Carlos Umaña Gil y de Ana Virginia Hidalgo Hidalgo. Desde el 30 de julio de 1982 está casada con Manuel Enrique Araya Naranjo y tienen dos hijos: Ana Laura y Juan Manuel.
Creció en San José.